# Gordon Claridge
Dr. Gordon Sidney Claridge († 3. svibnja 2021.) bio je britanski psiholog i autor, koji je najpoznatiji po istraživanju koncepta shizotipije. Shizotipija je prisustvo određenih crta ličnosti koje se mogu manifestirati kao psihoza ako su previše naglašene. „Vrhunac” shizotipije jest bolest shizofrenija.

## Djela
- Cyhlarova E, Claridge G. (2005). Development of a version of the Schizotypy Traits Questionnaire (STA) for screening children. Schizophrenia Research, 80, 253-261.
- Rawlings, D., Barrentes-Vidal, N., Claridge, G., McCreery, C., and Galanos, G. (2000). A factor analytic study of the Hypomanic Personality Scale in British, Spanish and Australian samples. Personality and Individual Differences, 28, 73-84.
- Claridge, G., Clark, K., Davis, C., & Mason, O. (1998). Schizophrenia risk and handedness: a mixed picture. Laterality, 3, 209-220.
- Claridge, G., Clark, K., & Davis, C. (1997). Nightmares, dreams and schizotypy. British Journal of Clinical Psychology, 36, 377-386.
- Claridge, G., McCreery, C., Mason, O., Bentall, R., Boyle, G., Slade, P., & Popplewell, D. (1996). The factor structure of 'schizotypal' traits: A large replication study. British Journal of Clinical Psychology,  35, 103-115.